# Tidaholm (автомобільна марка)
Tidaholm Bruk - нині не існуючий шведський виробник вантажних автомобілів марки "Tidaholm" і спецтехніки на їх базі. Розташовувався в однойменному місті Тідагольм.

## Історія
Компанія була заснована як металургійний завод на базі водяного млина у шведському місті Тідагольм в 1799 році. В XIX столітті компанія здобула популярність завдяки виробництву металу і залізничних вагонів, ставши не тільки металургійним, але й машинобудівним заводом. У 1903 році на підприємстві було вирішено випускати вантажні автомобілі марки «Тідагольм». Першим вантажним автомобілем стала модель "Tor I" оснащена бензиновим двигуном потужністю в 10 к.с. при 800 оборотах на хвилину. Вантажівка мала вантажопідйомність в 1,5 тонни при загальній вазі в 2,7 т. Завдяки вдалому проекту підприємство випустило наступну модель "Tor II", яка демонструвалася на виставці в місті Скара в 1905 році. У 1907—1910 роках була побудована невелика серія з десяти вантажних шасі типу TB з чотирициліндровими двигунами потужністю в 12 к.с. У цей же час на шведських вантажівках з Тідахольм застосовувалися вузли й агрегати деяких німецьких автомобільних виробників. До 1920 року компанія випускала близько 150 автомобілів на рік. 20-ті роки ознаменувалися стандартизацією і уніфікацією вузлів і агрегатів вантажівок "Тідахольм". У цей же час в компанії з'явився відділ тестування, де проходили випробування агрегати, перш ніж встановлюватися на автомобілі. У 1929 році автомобілі "Тідахольм" почали оснащуватися гідравлічними гальмами. Компанія була відома не тільки вантажними автомобілями, а й пожежними машинами, також поставляла вантажні шасі для виробництва автобусів і створення бронеавтомобілів за замовленням шведської армії. Вантажні автомобілі оснащувалися двигунами системи Йонаса Гессельмана і були здатні працювати як на бензині, так і на дизельному паливі.
Проте в 1932 році компанія потрапила у важке фінансове становище, в тому числі через світову економічну кризу. Щоб якось врятувати своє становище, «Тідахольмс Брук» була змушена піти на злиття з відомим шведським металургійним і машинобудівним підприємством Bofors. У 1934 році компанія була перейменована в акціонерне товариство AB Tidaholmsverken і припинила виробництво автомобілів.
Досі збереглося кілька вантажних та пожежних автомобілів марки «Тідахольм» і один автобус на вантажному шасі. Всі вони є експонатами музею в Тідахольм.

## Галерея

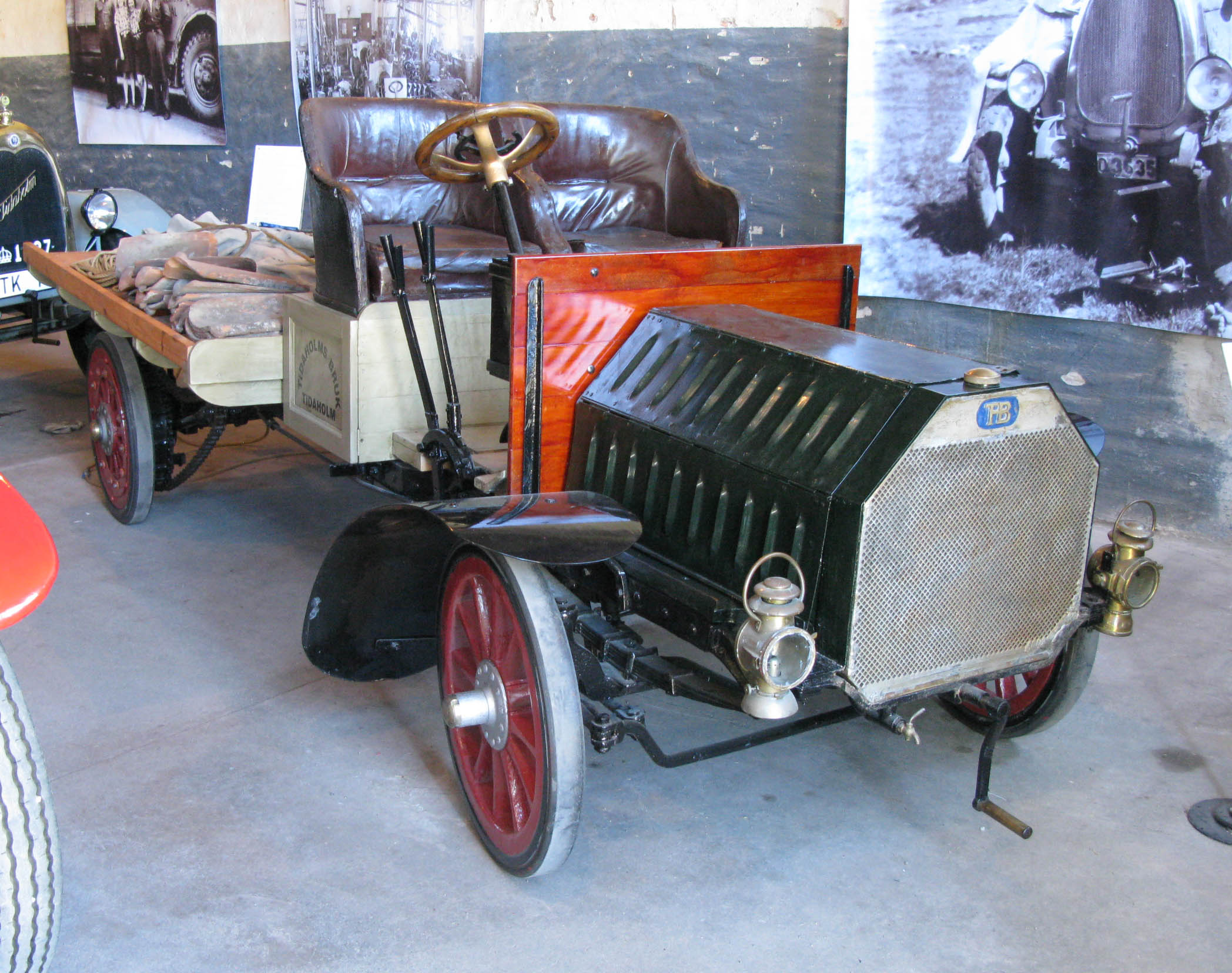
Вантажний автомобіль марки Tidaholm 1907 року.
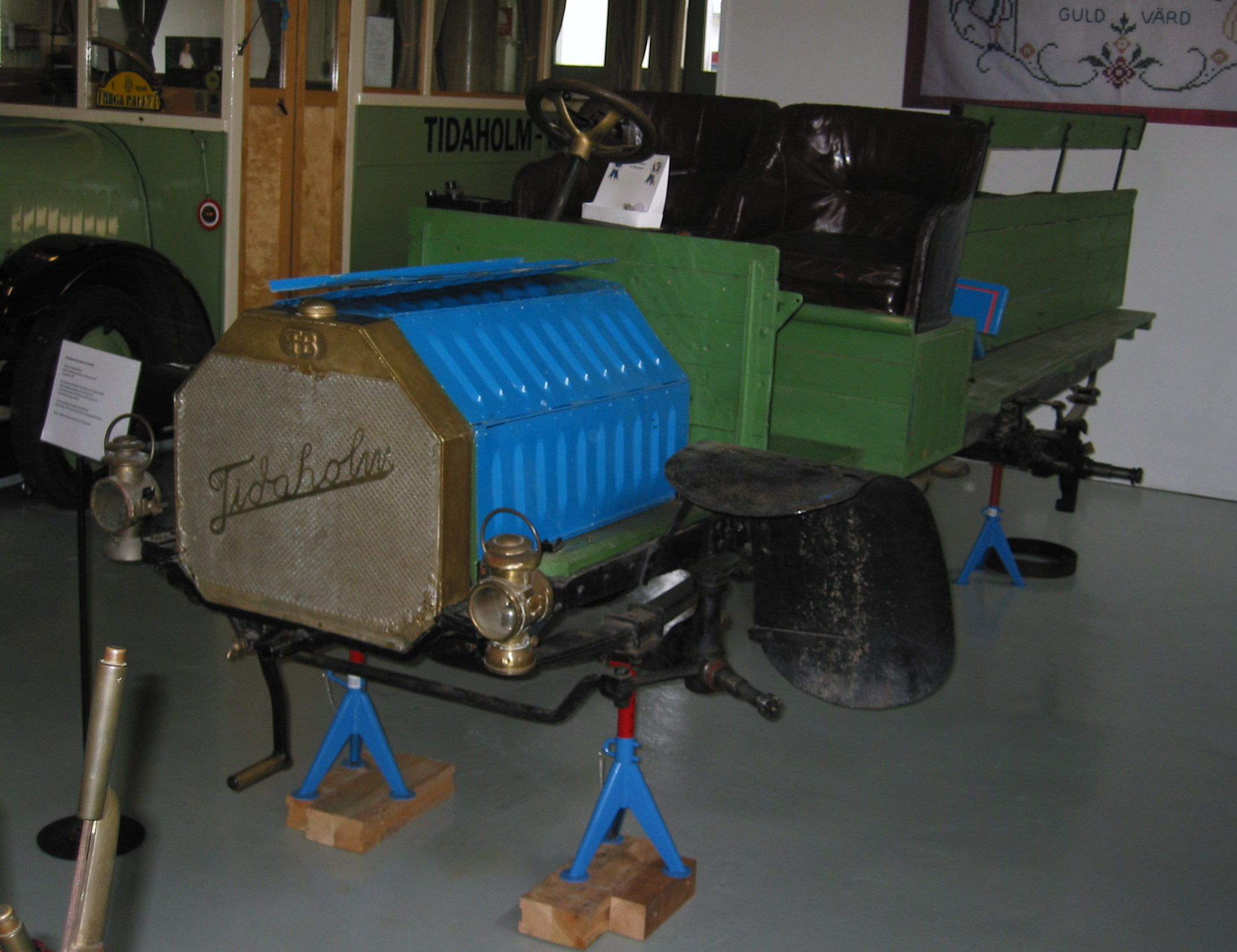
Tidaholm 1907 року випуску.
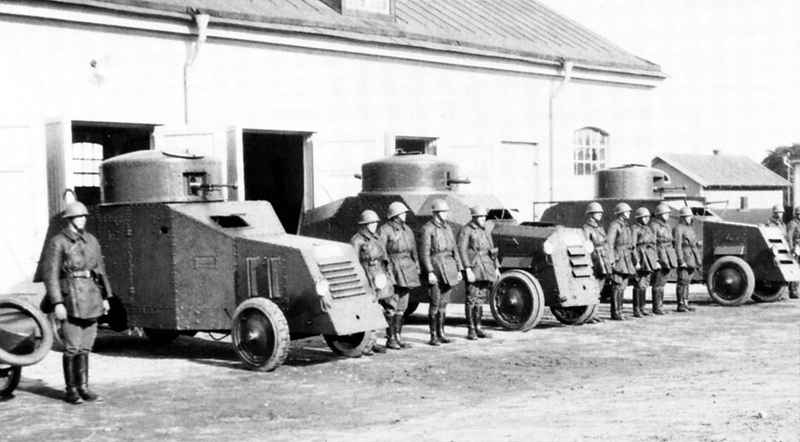
Бронеавтомобілі на базі вантажівки Tidaholm TLS.
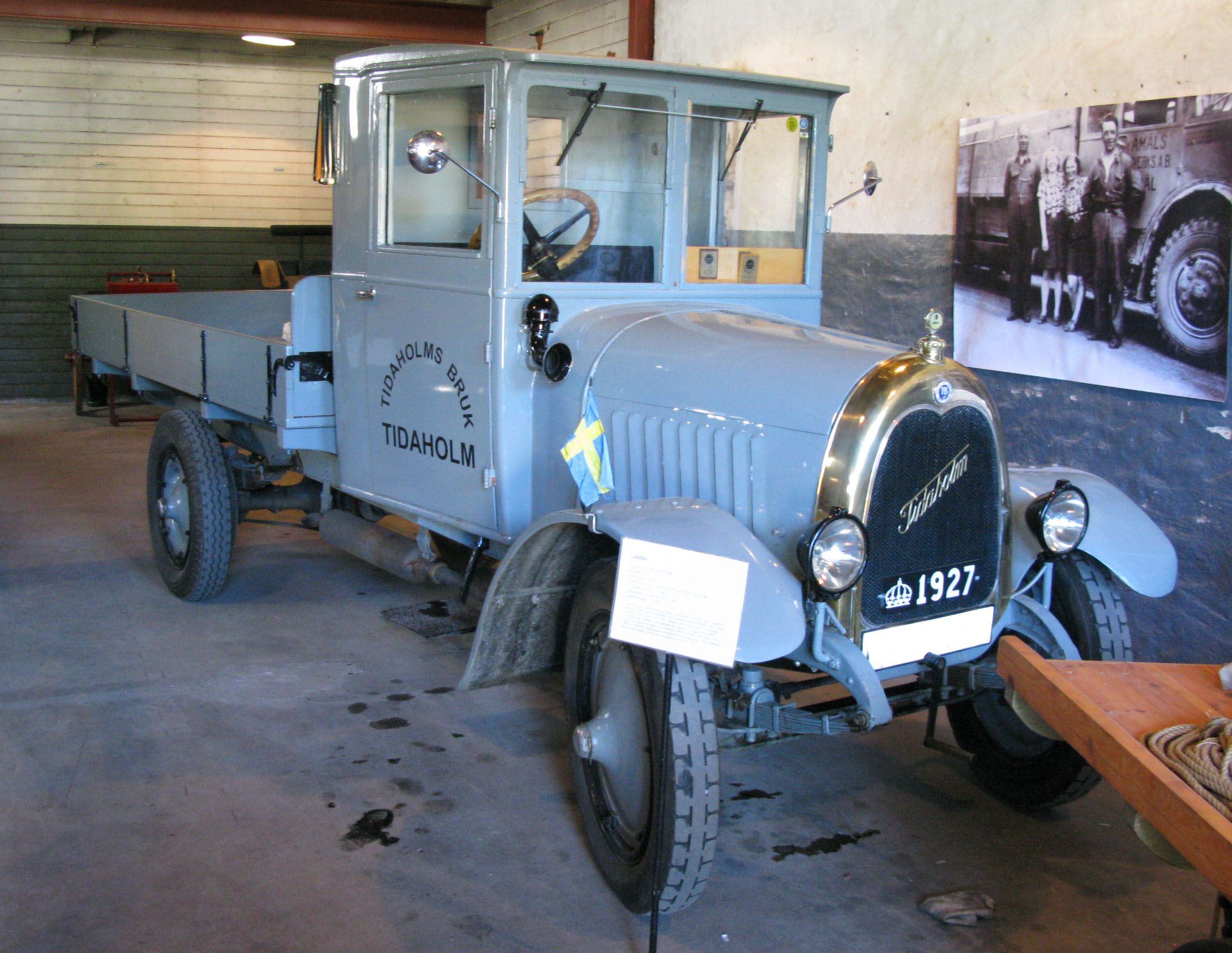
Tidaholm TLS 1927 року.
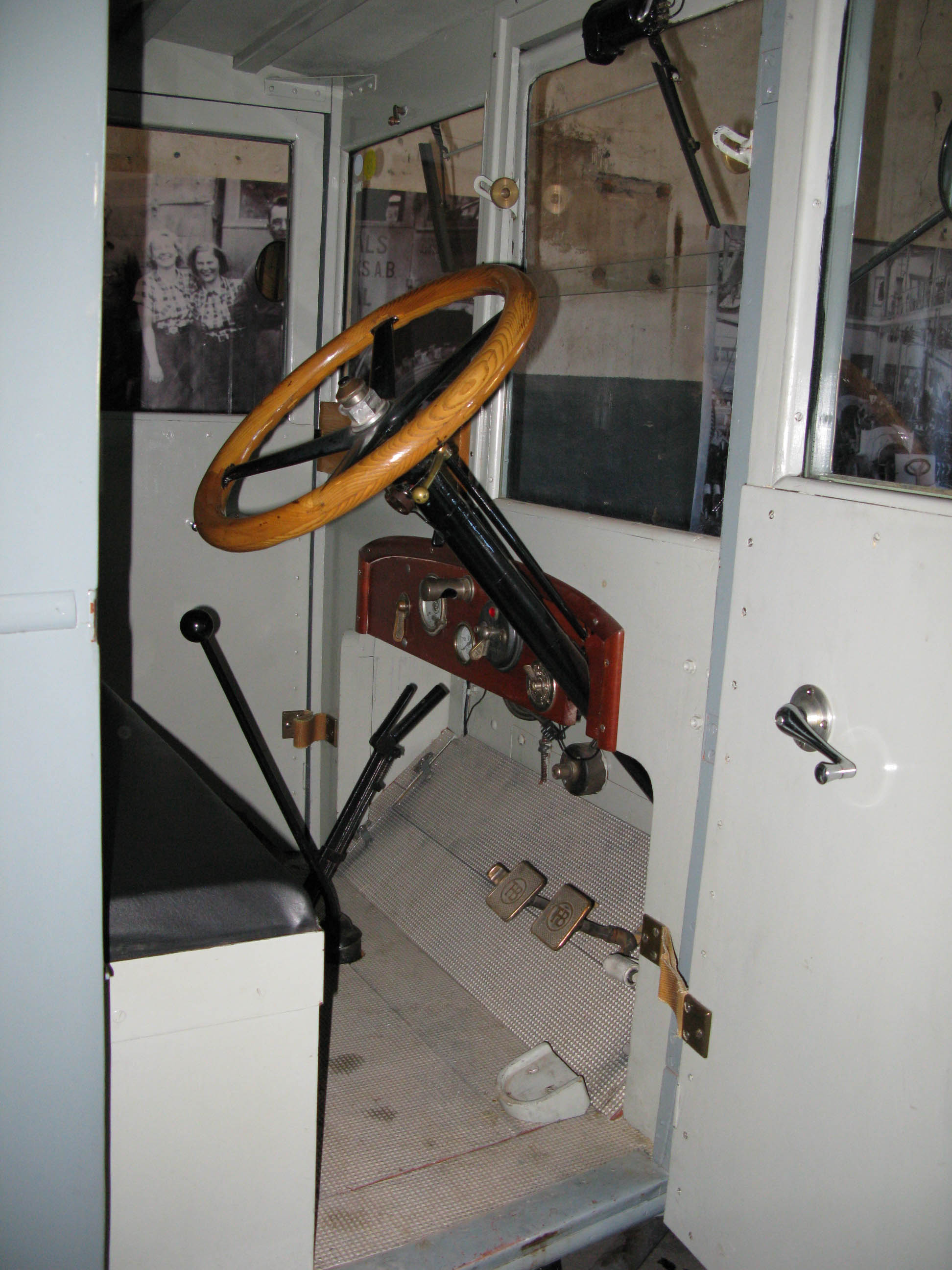
Кабіна Tidaholm TLS 1927 року.
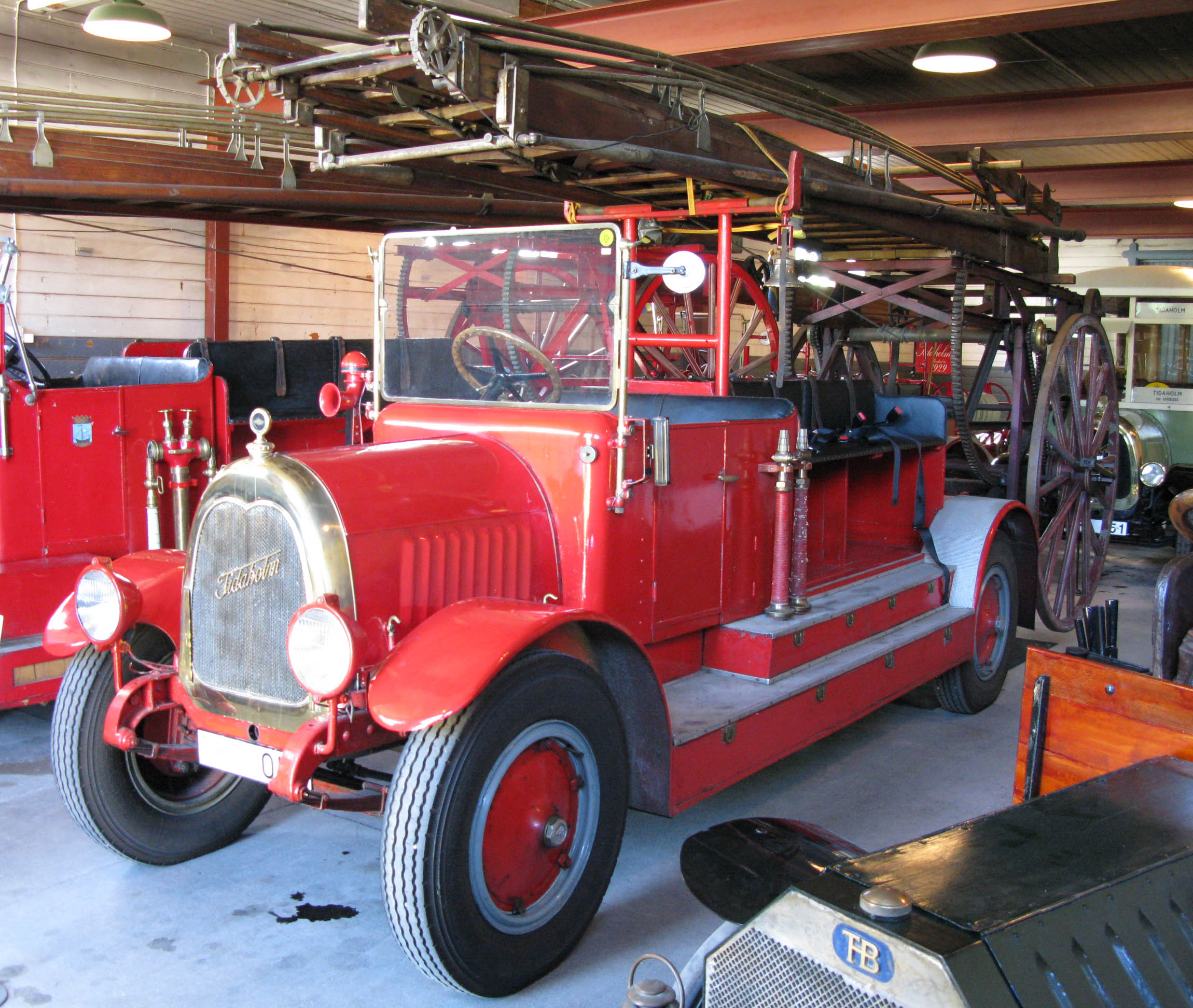
Пожежний автомобіль на базі вантажівки Tidaholm TLS 1928 року.
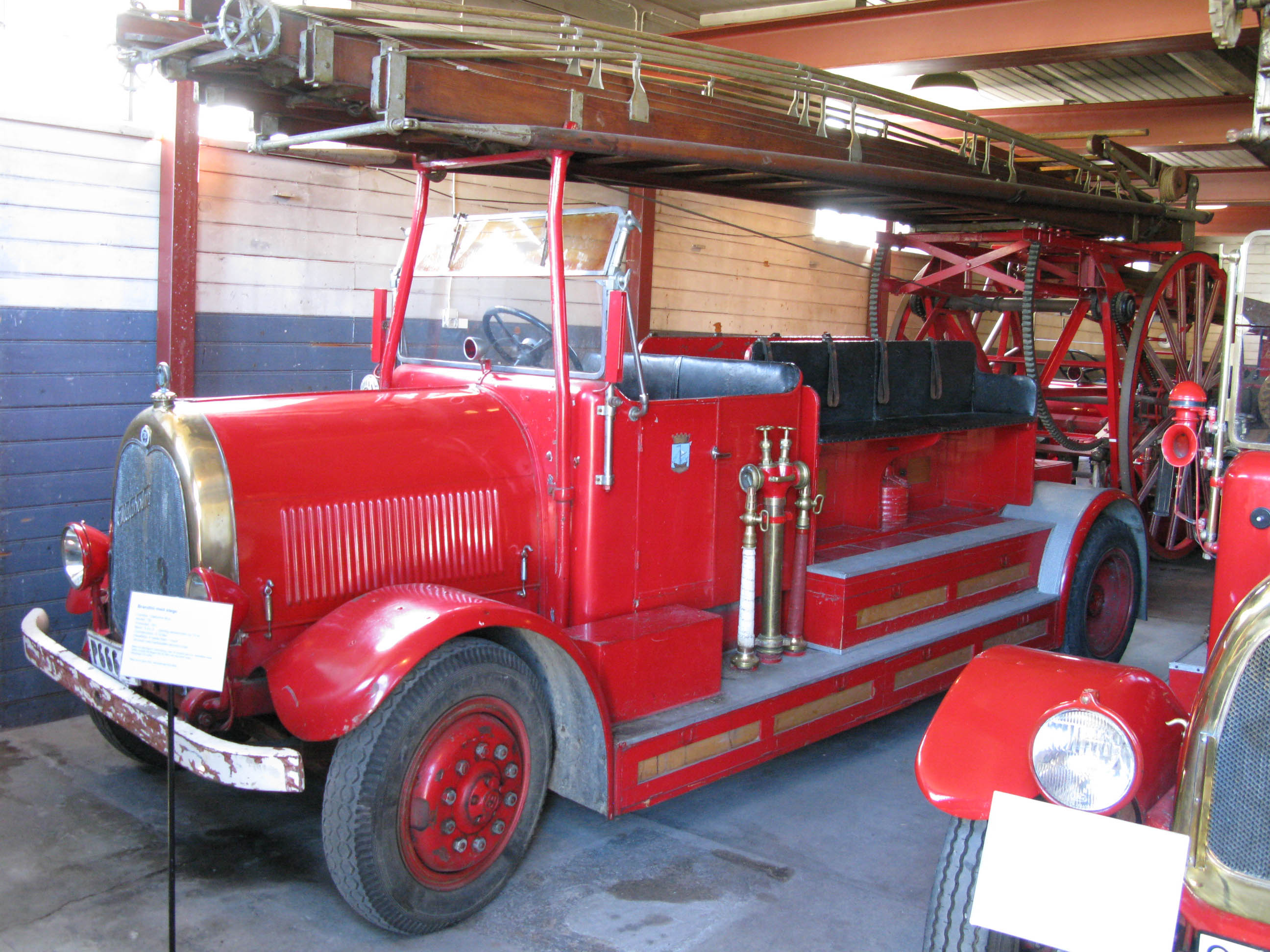
Пожежний автомобіль Tidaholm 1931 року.
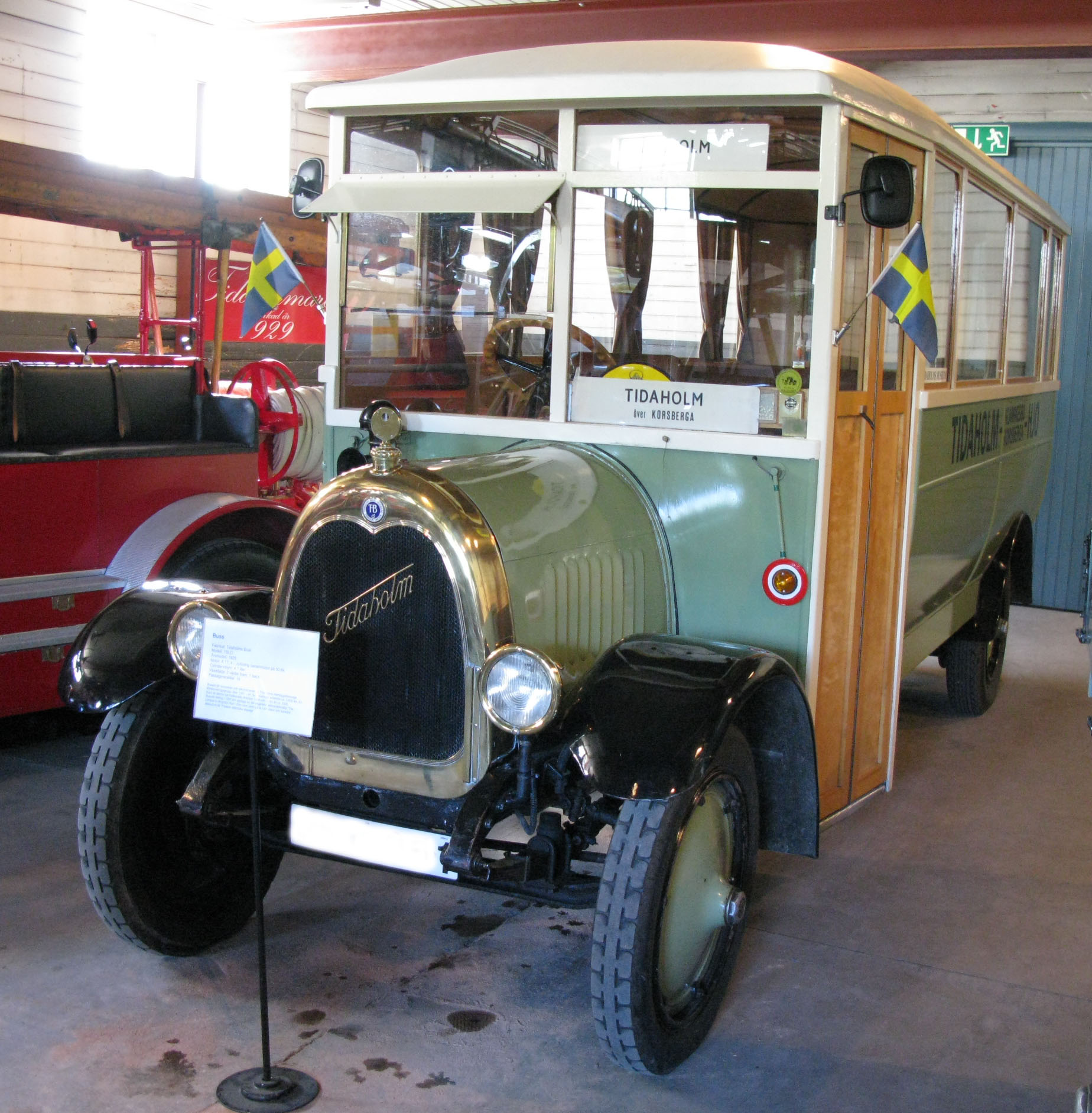
Автобус на вантажному шасі Tidaholm 1925 року.
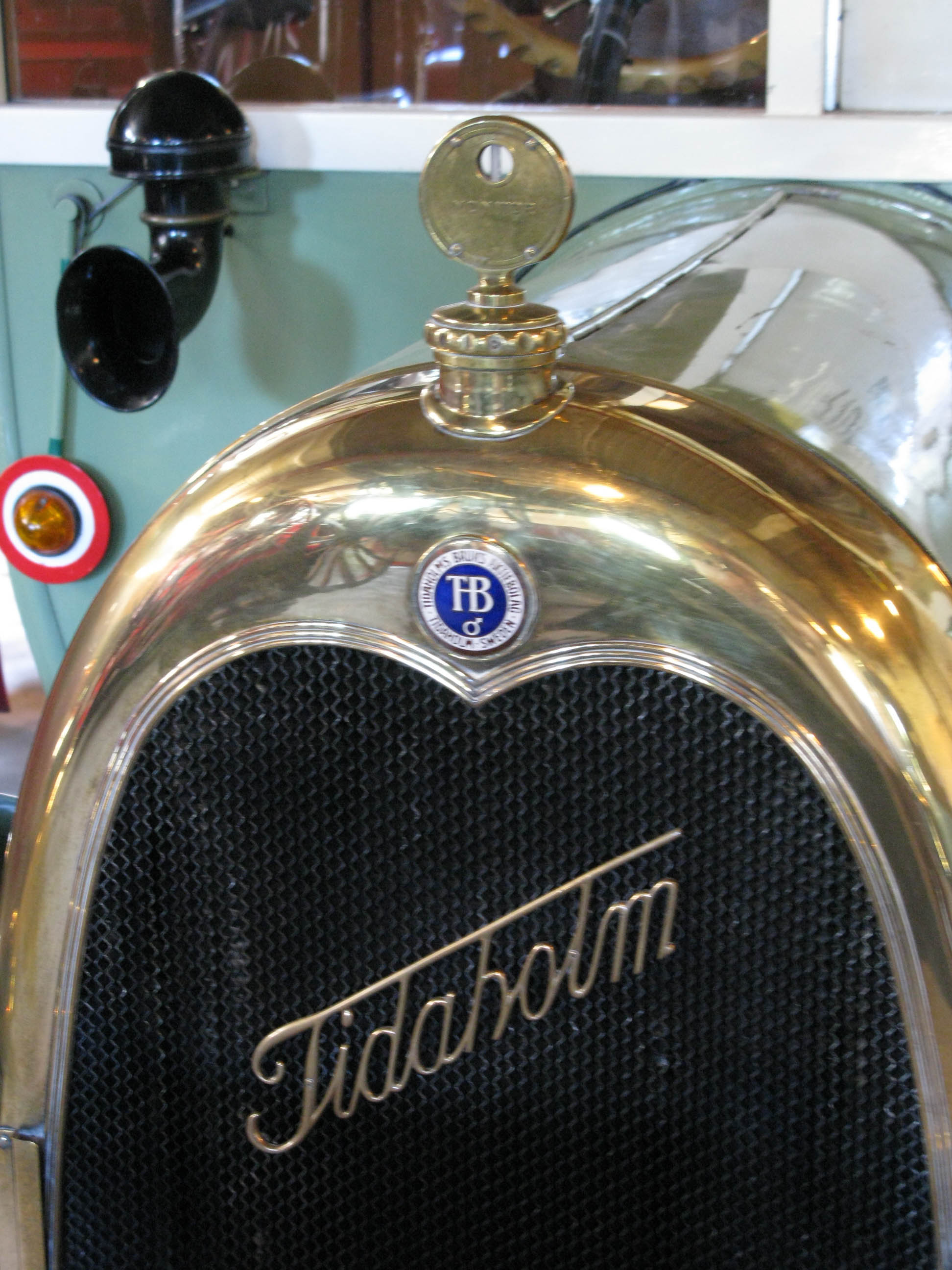
Радіатор з логотипом компанії.
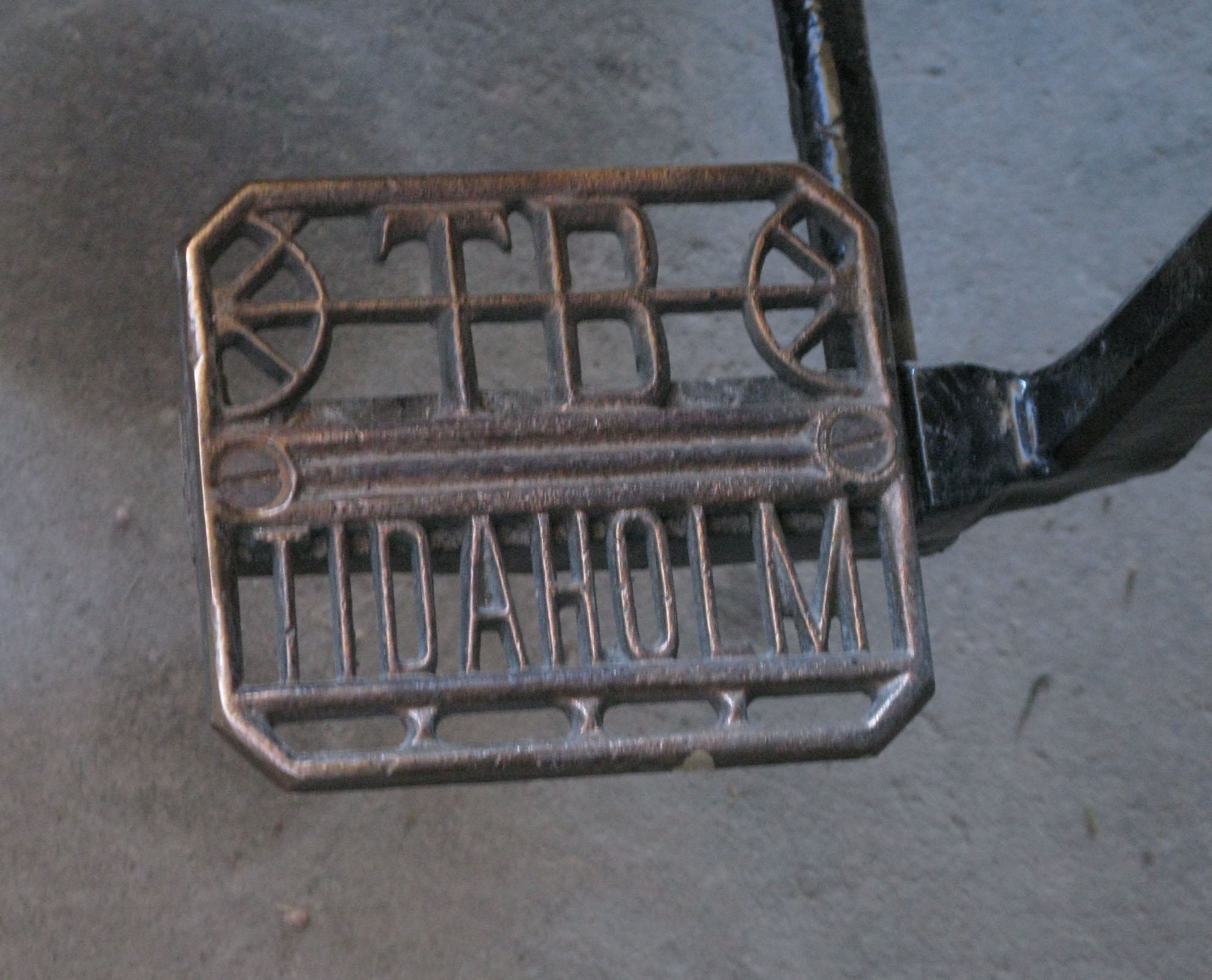
Підніжка автомобіля з оригінальним логотипом компанії.
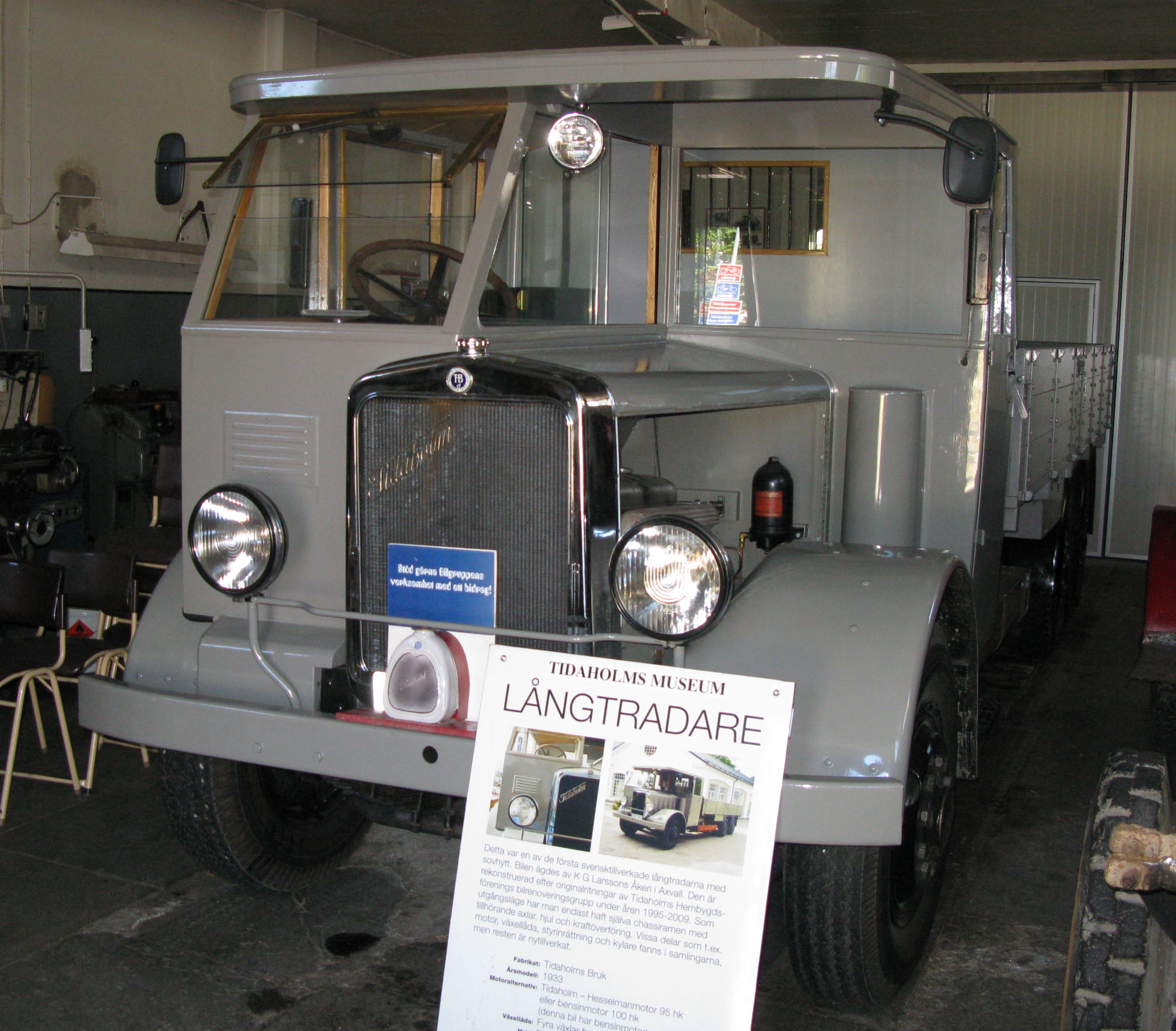
Вантажний автомобіль Tidaholm T6L 1933 року.
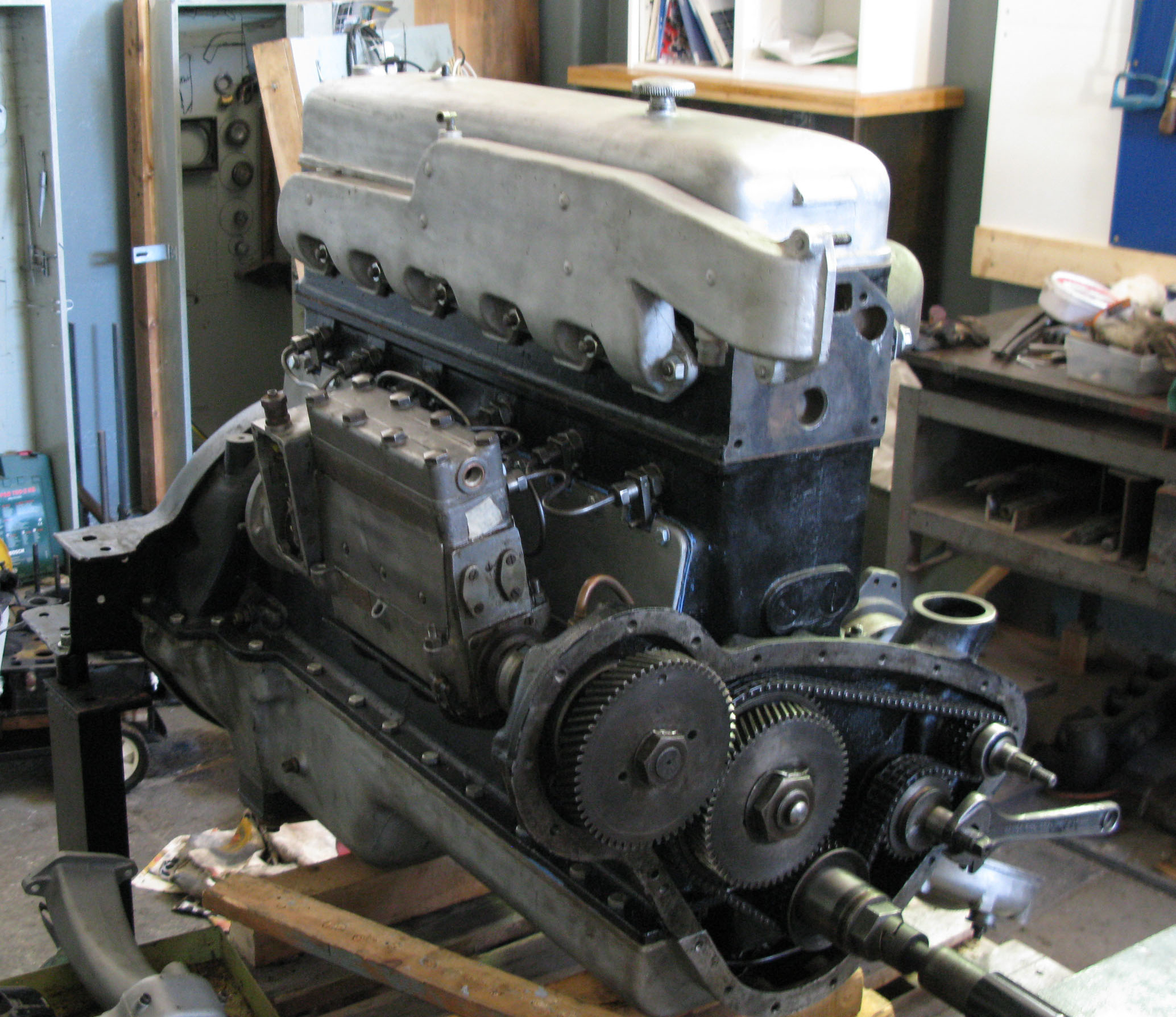
Двигун Tidaholm системи Гессельмана.
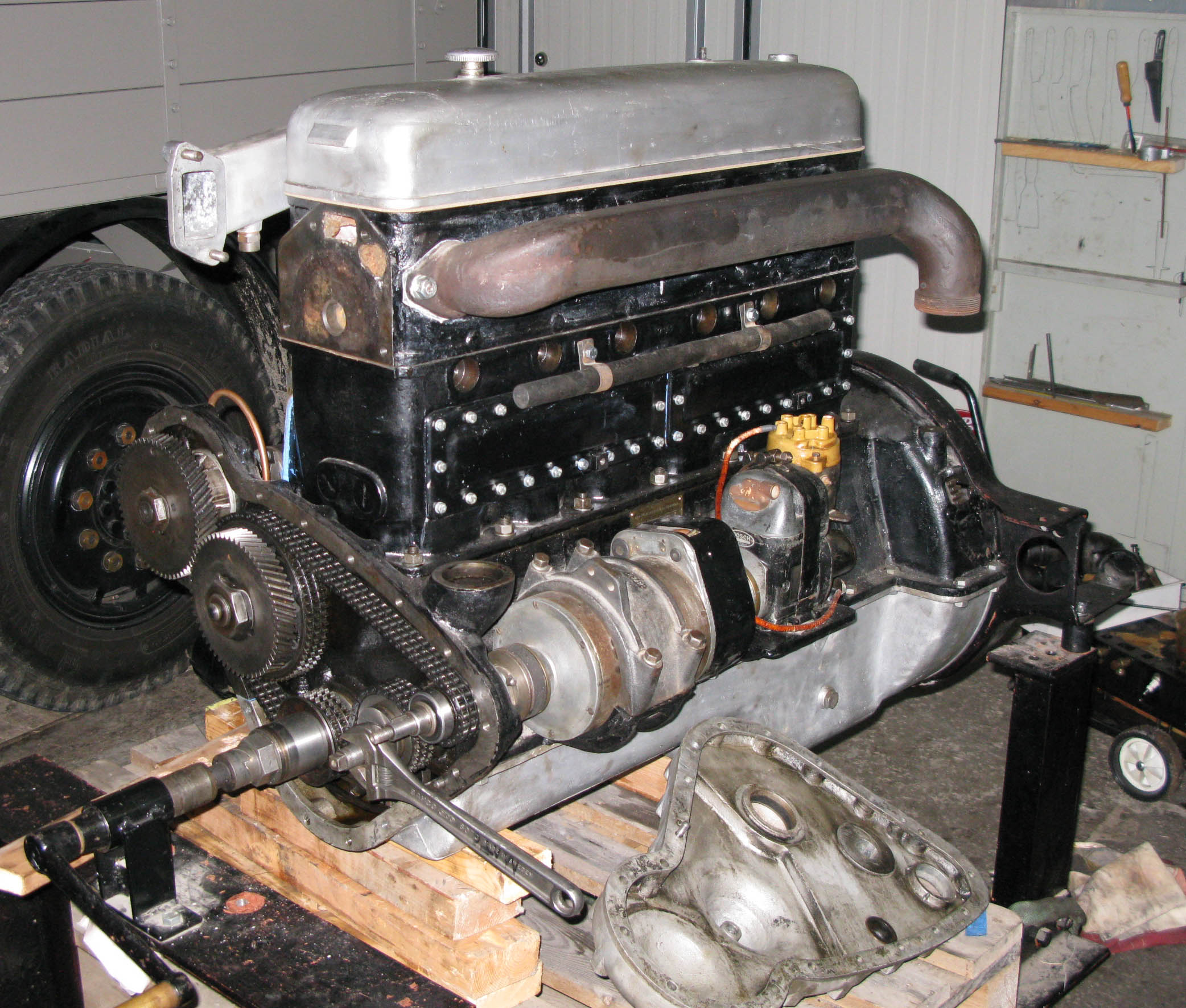
Двигун Tidaholm системи Гессельмана.